# Wohn- und Wirtschaftsgebäude Klosterhörn 3

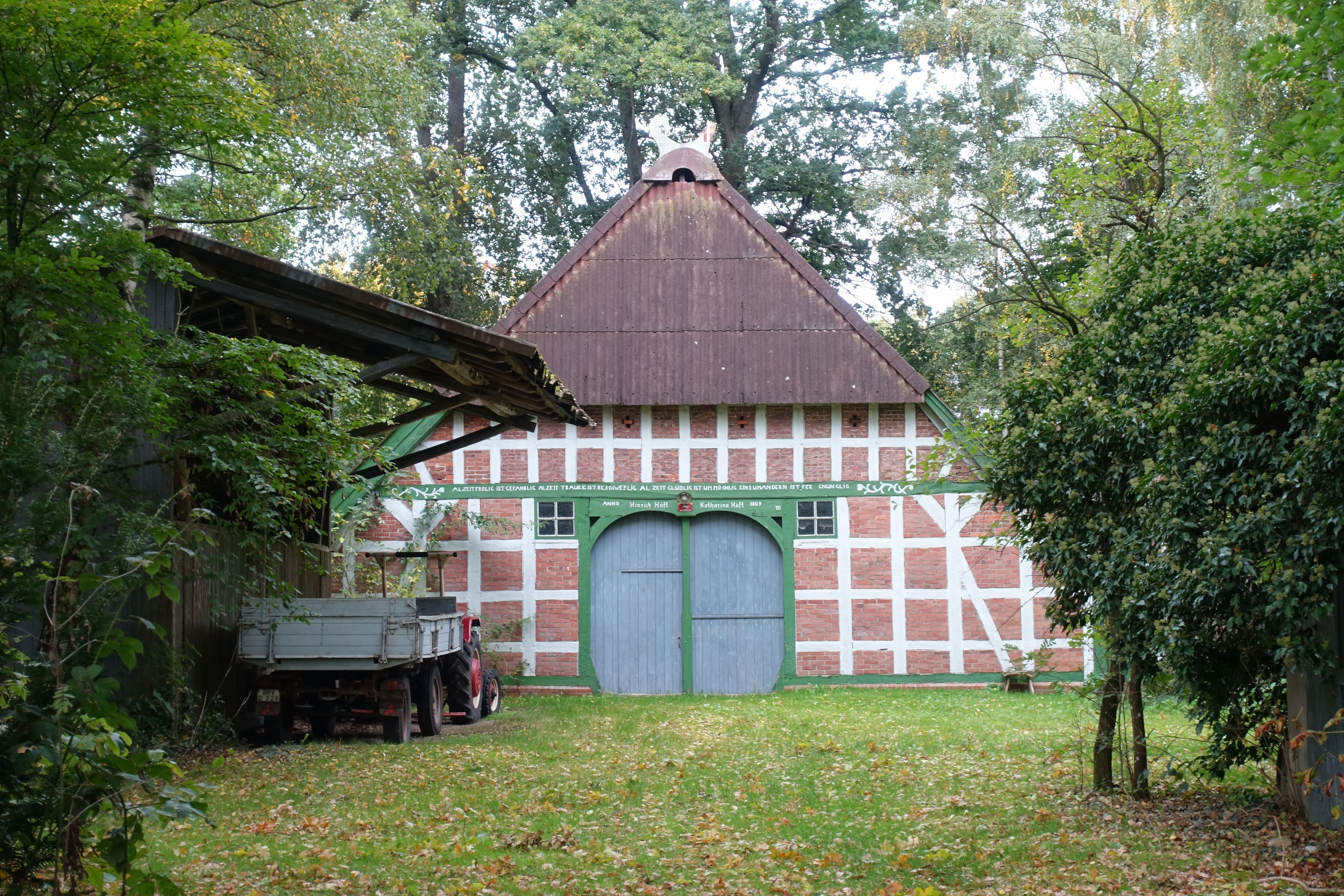
Südfassade (2022)

Das Wohn- und Wirtschaftsgebäude Klosterhörn 3 im Ortskern in der niedersächsischen Gemeinde Klein Meckelsen, Samtgemeinde Sittensen, im Landkreis Rotenburg (Wümme), wurde am Anfang des 19. Jahrhunderts gebaut. Aktuell (2025) wird es zum Wohnen und landwirtschaftlich genutzt.
Das Gebäude steht unter Denkmalschutz (siehe auch Liste der Baudenkmale in Klein Meckelsen).

## Geschichte und Beschreibung
Klein Meckelsen wurde 1388 als Lütken Meckelstede erstmals urkundlich erwähnt.
Das eingeschossige giebelständige Wohn- und Wirtschaftsgebäude wurde als Zweiständer-Hallenhaus in Fachwerk mit Steinausfachungen, Krüppelwalmdach, Niedersachsengiebel mit Uhlenloch, Pferdeköpfen und der Grooten Door mit Korbbogen wurde 1809 für Heinrich und Katharina Hoft (Inschrift) gebaut. Das Innengerüst blieb vollständig erhalten. Zum Haus gehört die denkmalgeschützte Hofzufahrt mit Feldsteinpflasterung.
Das Landesdenkmalamt befand u. a.: „… ein regionstypisches Hallenhaus der ersten Hälfte des 19. Jahrhunderts in Zweiständerkonstruktion ….“